# Ccotos
Ccotos es un centro poblado en las riberas del Lago Titicaca en el departamento de Puno, Perú. Se encuentra ubicada al oeste de la isla Amantaní y pertenece a la península de Capachica.
En el año 1985 la comunidad contaba 325 familias. En cuanto a la agricultura la comunidad tenía alrededor de 200 hectáreas distribuidas sobre más que 5000 parcelas. Cultivan sobre todo papa, oca, olluco, quinua, habas, arvejas y algunas cereales.

## Turismo
El turismo es una de las actividades importantes, al contar con un mirador natural con vistas a las montañas de Bolivia y las islas de Amantaní y Ticonata, y playas para largas caminatas y cabalgatas. Cuenta con un pequeño museo con momias y cerámica preincaico e inca y trajes de diseños tradicionales.

### Turismo rural
La comunidad de Ccotos cuenta con atractivos que pueden atraer a una gran variedad de visitantes: miradores naturales a los cuales se puede llegar por senderos de caminata para disfrutar de hermosas vistas sobre el Lago Titicaca y las islas e islotes cercanos a Ccotos, como por ejemplo Ticonata, Uki o la isla del Lagarto que también se pueden visitar, dos playas de arena para relajarse, un museo local, locales artesanales con telares, tejidos y vestimenta típica, el lago Titicaca para paseos en botes veleros, botes de remos y pescar de manera artesanal junto a los pobladores, ruinas de antiguas casas de piedras y restos arqueológicos.
Las familias de la comunidad de Ccotos, agrupadas en la Asociación Inca Samana Tours, les proponen:
- Circuitos turísticos
- Servicios turísticos
- Precios
- Acceso
- Contactos

### Hospedaje
Los visitantes se hospedarán en hermosas habitaciones tradicionales de adobe, decoradas de manera auténtica. Las cabañas se encuentran ubicadas al lado de las de las familias, a poca distancia del lago Titicaca, con vistas a las zonas naturales y de cultivo. La comunidad de Ccotos cuenta con un total de 7 habitaciones, simples, dobles y matrimoniales para una capacidad total de 13 personas.
Los servicios higiénicos son comunes, ubicados cerca de las habitaciones. Ciertas casas cuentan con servicios higiénicos como los conocemos, otras con letrinas.  En las casas donde no hay ducha, pueden pedir a las familias que les calienten agua para que puedan asearse.

### Alimentación
Degustarán los platos típicos de la zona en los restaurantes rurales rústicos de las familias, también construidos y decorados de manera auténtica y con materiales de la zona por los habitantes. Las familias preparan los alimentos con los productos que cultivan y cosechan en sus parcelas o que pescan en el lago Titicaca.

### Guiado
Los miembros de la Asociación Inca Samana Tours – Ccotos brindan al visitante los servicios de guiado en los distintos circuitos y actividades ofrecidos.

## Circuitos turísticos de ccotos

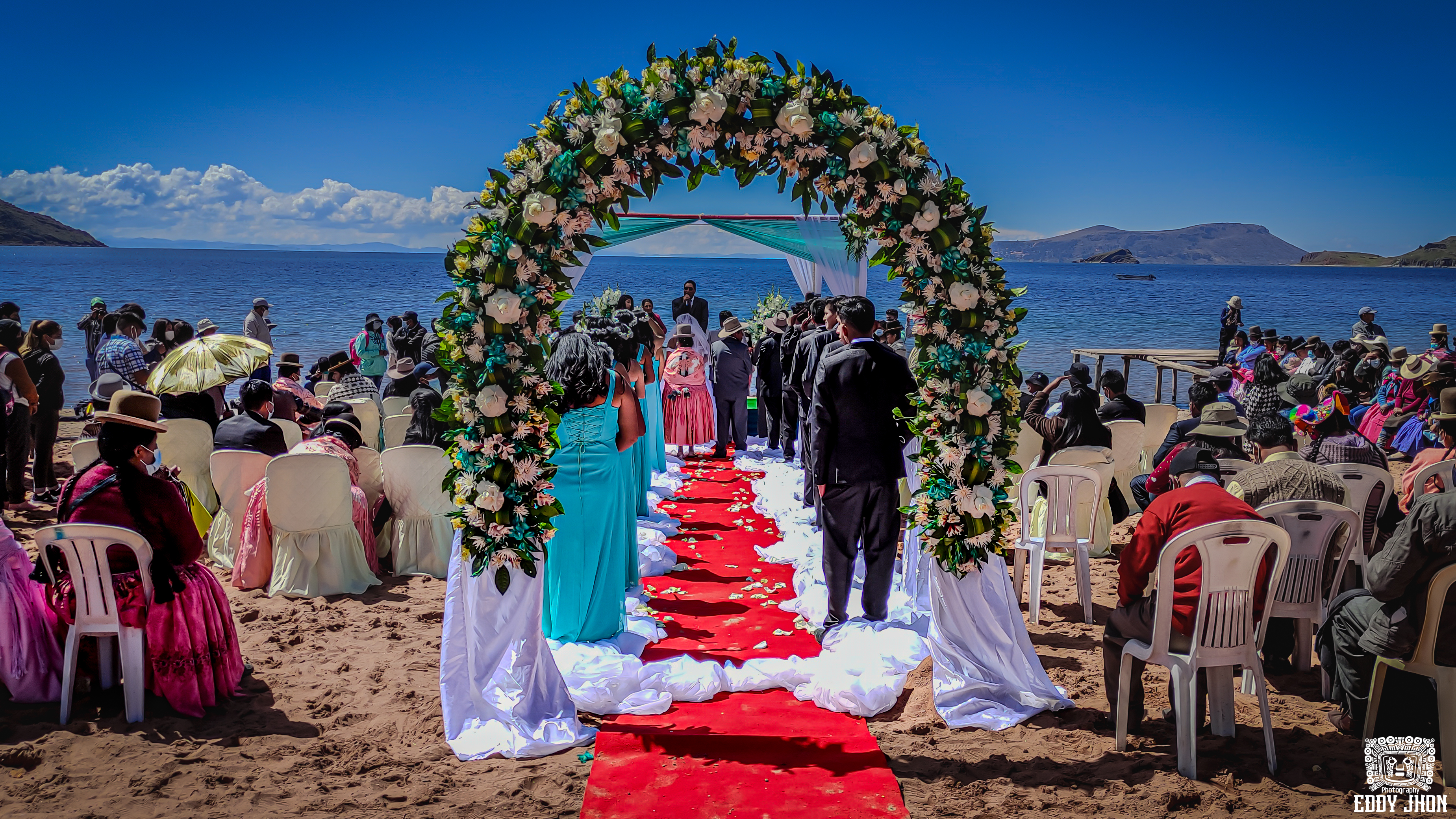
Matrimonio en la playa Ccotos

Todas las actividades propuestas son vivenciales, las realizarán junto a las familias de Ccotos. Descubrirán su vida y labores cotidianas, sus costumbres y actividades tradicionales.
También pueden elegir entre las distintas actividades propuestas y armar su propio programa de actividades, según la duración de su estadía y preferencias. Informen a la asociación por correo electrónico o el día de su llegada en Ccotos.
Las familias de Ccotos les proponen 2 circuitos distintos: de 2 días 1/2 y 2 noches y de 1 día ½ y 1 noche.
CIRCUITO 2 DIAS ½ Y 2 NOCHES
DIA 1
A finales de la mañana:
- Recepción de los visitantes con música de sicuris típica del altiplano. Presentación de las familias y de los hospedajes tradicionales.
- Almuerzo en el restaurante rural rústico con las familias de Ccotos:  platos típicos y novoandinos a base de productos locales.

Por la tarde:
- Descanso en las habitaciones decoradas de manera auténtica, o conversación con las familias en los patios de las casas, en sus alrededores o al costado del lago.
- Pesca artesanal en el lago Titicaca: Salida del muelle Taparata en botes deremos al lago Titicaca, en el cual, además de disfrutar de las vistas sobre sus aguas, los totorales y la isla Ticonata,  aprenderemos a poner redes artesanales junto a los pescadores… ¡para poder almorzar pejerrey, maura o karache amarillo y negro al día siguiente!
- Circuito de caminata Ancasayana Pucusan Saiwanu: ¡Ideal para los apasionados de Geocaching que tienen su propio GPS…!Disfrutando de vistas al lago y a la isla Ticonata, se sube al mirador Ancasayana, ruina de una antigua fortaleza construida entre los años 1100 y 1450 durante la dominación de la población Colla. Es una de las muchas antiguas fortalezas Pucara que se encontraron en el territorio de los Collas y donde se encontraron infinidad de cerámicas de barro y mármol. A poca distancia, también descubriremos las ruinas de una chullpa: antigua casa de piedras. Bajaremos por un bonito camino empedrado hasta la entrada de una cueva pre inca, en donde se encontraron muchas momias junto a utensilios.Volviendo a subir ligeramente, siempre disfrutando de vistas panorámicas desde Ccotos hasta la comunidad de Siale, del otro lado del cerro, descubriremos diferentes chullpas y tumbas pre incas de estilo Colla donde podremos encontrar huesos y pedazos de cerámica pertenecientes a esas épocas.Llegaremos al mirador Pucusan Saiwanu desde el cual podemos apreciar 6 de las islas del lago Titicaca: las islas Isañata, Ticonata, Uki, Amantani, del Lagarto y Taquile. Se realizará una ceremonia de bendición de productos locales que se sembraran durante el año, pidiéndole a la Pachamama, la madre tierra, que los reproduzca en los años siguientes y a la cual asistirán las familias de la comunidad vestidas de sus trajes típicos. También podremos observar la plaza de Ccotos, los hospedajes rurales y los totorales al costado del lago. Bajaremos hasta las chacras, siempre observando tumbas y chullpas antiguas así como los árboles de eucalipto que tiene una gran variedad de usos en Ccotos.

Por la noche:
- Cena en el restaurante rural rústico con las familias de Ccotos:  platos típicos y novoandinos a base de productos locales
- Los visitantes podrán tomar algo y jugar en las dos mesas de billar de una tienda local situada a unos 10min de los hospedajes

DIA 2
Por la mañana:
- Desayuno
- Exhibición de artesanías tradicionales en el local artesanal de la asociación:Explicación de la vestimenta típica que llevan los pobladores del lugar: la tradicional montera , el chuco (chal), lajuyuna (chaqueta negra bordado con multicolores), laaimilla (camisa de balleta, el tejido tradicional) y lapollera (falda de color amarillo, naranja o rosa) con una faja de colores para las mujeres y el sombrero negro, la aimilla acompañada por el chamarra: el chaleco negro bordado de multicolores y un pantalón negro de balleta para los hombres.Descubrirán el uso que hacían los abuelos de la alfora (una especie de doble mochila de tejido) para guardar los hilos y sus herramientas tradicionales de hilar y tejer y que los pobladores usan hoy en día para hacer trueque de productos en los mercados. También se les enseñará las herramientas de trabajo: hilos de lana de diferentes grosores y colores, los diseños de figuras de flora y fauna, los tejidos, la máquina de coser manual… Tendrán la ocasión de descubrir los chullos, guantes y chalinas típicas realizadas por las Ccotoseñas.¡ Los visitantes que quieran aprender a tejer de manera tradicional podrán hacerlo!
- Paseo en botes de remos y veleros hasta la isla del Lagarto – almuerzo tradicional en la playa: Salida del muelle Taparata en botes de remos o veleros (si hay viento) hasta la isla del Lagarto. Aprovecharemos la hora que nos separa de esta pequeña isla inhabitada para no solamente disfrutar del lago Titicaca sino también para sacar las redes artesanales puestas el día anterior y diferenciar los peces atrapados en ellas. Una vez llegados a la isla de los Lagartos, pasearemos por ella buscando lagartos antes de regresar a la cercana playa del sector Teneria perteneciente a Ccotos donde disfrutaremos de una wateada: unos de los almuerzos más tradicionales de la zona.
- Las familias nos enseñaran a armar un horno con terrones y 3 piedras para su puerta y a prender el fuego con paja y hojas de eucalipto.  Mientras el horno calienta, los visitantes podrán disfrutar de la extensa playa, pasear, jugar y relajarse. En cuanto el horna haya llegado a la temperatura adecuada, se echarán las papas y las ocas, para después poder destrozarlo a fin de que solo tierra caliente recubra las papas. Se removerá la tierra con un palo kelena para que nuestro almuerzo cueza de manera idónea y lo sacaremos con la rahucana, una pequeña herramienta hecha de madera y metal para no quemarnos.¡Buen provecho!

Por la tarde :
- Descubrimiento y participación en las actividades agrícolas tradicionales de los habitantes: preparación de la tierra para el sembrío mediante una yunta de toros que arrastran el arma de arar con la ayuda de un poblador, seguido por una de las señoras sembrando cebada, avena o quinua. Mientras unos visitantes acompañan a los toros o siembran, otros golpean la tierra con chakitajlla, yraucana, rastrillo ywajtana, las herramientas tradicionales, siempre acompañados por las familias en su vestimenta tradicional. También podrán descubrir cómo se usan los burros para que pisoteen las cosechas de trigo o cebada.
- Los visitantes elaboraran quesos junto a las familias: ordeñarán las vacas en las parcelas de los habitantes, a continuación de lo cual irán a las cocinas tradicionales, donde se les explicara los beneficios de las cocinas ecológicas mejoradas, y observaran y participaran en el proceso para convertir la leche en queso.
- Paseo por el pueblo de Ccotos: visita de la escuela o del puesto de salud, de la plaza con su templo y su torre y de un local artesanal en el que miembros de una asociación de artesanos tejen en un telar tradicional.

Por la noche:
- Cena en el restaurante rural rústico con las familias de Ccotos: platos típicos y novoandinos a base de productos locales
- Fogata bailable en la cual los visitantes pueden participar junto a los pobladores con la vestimenta tradicional y acompañados por música desicuris: bombo, sampoña, quena y tarca son los instrumentos que tocan nuestros músicos.

DIA 3
Por la mañana:
- Desayuno
- Para despedirse, sus familias bailaran la danza tradicional de lakaswa -típica del tiempo de Carnaval-  al costado del lago y la danza de loskaramachosrepresentante de la era colonial, acompañada de su música tradicional de cuerdas, de flauta y de bombo en la cual también participarán los visitantes
- Salida hacia su destino alrededor de las 10am. ¡Buen viaje!

CIRCUITO 1 DIA ½ Y 1 NOCHE
DIA 1
A finales de la mañana:
- Recepción de los visitantes con música de sicuris típica del altiplano. Presentación de las familias y de los hospedajes tradicionales.
- Almuerzo en el restaurante rural rústico con las familias de Ccotos:  platos típicos y novoandinos a base de productos locales.

Por la tarde:
- Descanso en las habitaciones decoradas de manera auténtica, o conversación con las familias en los patios de las casas, en sus alrededores o al costado del lago.
- Circuito de caminata Ancasayana Pucusan Saiwanu: ¡Ideal para losapasionados de Geocaching que tienen su propio GPS…!Disfrutando de vistas al lago y a la isla Ticonata, se sube al mirador Ancasayana, ruina de una antigua fortaleza construida entre los años 1100 y 1450 durante la dominación de la población Colla. Es una de las muchas antiguas fortalezas Pucara que se encontraron en el territorio de los Collas y donde se encontraron infinidad de cerámicas de barro y mármol. A poca distancia, también descubriremos las ruinas de una chullpa: antigua casa de piedras.  Bajaremos por un bonito camino empedrado hasta la entrada de una cueva pre inca, en donde se encontraron muchas momias junto a utensilios.Volviendo a subir ligeramente, siempre disfrutando de vistas panorámicas desde Ccotos hasta la comunidad de Siale, del otro lado del cerro, descubriremos diferentes chullpas y tumbas pre incas de estilo Colla donde podremos encontrar huesos y pedazos de cerámica pertenecientes a esas épocas. Llegaremos al mirador Pucusan Saiwanu desde el cual podemos apreciar 6 de las islas del lago Titicaca: las islas Isañata, Ticonata, Uki, Amantani, del Lagarto y Taquile. Se realizará una ceremonia de bendición de productos locales que se sembraran durante el año, pidiéndole a laPachamama, la madre tierra, que los reproduzca en los años siguientes y a la cual asistirán las familias de la comunidad vestidas de sus trajes típicos. También podremos observar la plaza de Ccotos, los hospedajes rurales y los totorales al costado del lago. Bajaremos hasta las chacras, siempre observando tumbas y chullpas antiguas así como los árboles de eucalipto que tiene una gran variedad de usos en Ccotos.
- Descubrimiento y participación en las actividades agrícolas tradicionales de los habitantes: preparación de la tierra para el sembrío mediante una yunta de toros que arrastran el arma de arar con la ayuda de un poblador, seguido por una de las señoras sembrando cebada, avena o quinua. Mientras unos visitantes acompañan a los toros o siembran, otros golpean la tierra con chakitajlla, y raucana, rastrillo ywajtana, las herramientas tradicionales, siempre acompañados por las familias en su vestimenta tradicional.  También podrán descubrir cómo se usan los burros para que pisoteen las cosechas de trigo o cebada.

Por la noche:
- Cena en el restaurante rural rústico con las familias de Ccotos: platos típicos y novoandinos a base de productos locales
- Fogata bailable en la cual los visitantes pueden participar junto a los pobladores con la vestimenta tradicional y acompañados por música desicuris: bombo, sampoña, quena y tarca son los instrumentos que tocan nuestros músicos.

DIA 2
Por la mañana:
- Desayuno
- Exhibición de artesanías tradicionales en el local artesanal de la asociación: Explicación de la vestimenta típica que llevan los pobladores del lugar: la tradicional montera , el chuco (chal), lajuyuna (chaqueta negra bordado con multicolores), la aimilla (camisa de balleta, el tejido tradicional) y la pollera (falda de color amarillo, naranja o rosa) con una faja de colores para las mujeres y el sombrero negro, la aimilla acompañada por el chamarra: el chaleco negro bordado de multicolores y un pantalón negro de balleta para los hombres. Descubrirán el uso que hacían los abuelos de la alfora (una especie de doble mochila de tejido) para guardar los hilos y sus herramientas tradicionales de hilar y tejer y que los pobladores usan hoy en día para hacer trueque de productos en los mercados. También se les enseñaran las herramientas de trabajo: hilos de lana de diferentes grosores y colores, los diseños de figuras de flora y fauna, los tejidos, la máquina de coser manual… Tendrán la ocasión de descubrir los chullos, guantes y chalinas típicas realizadas por las Ccotoseñas. ¡ Los visitantes que quieran aprender a tejer de manera tradicional podrán hacerlo!
- Paseo en botes de remos y veleros hasta la isla del Lagarto – pesca artesanal – almuerzo tradicional en la playa: Salida del muelle Taparata en botes de remos o veleros (si hay viento) hasta la isla del Lagarto. Aprovecharemos la hora que nos separa de esta pequeña isla inhabitada para no solamente disfrutar del lago Titicaca sino también para aprender a poner redes artesanales para pescar pejerrey, maura así como karache amarillo y negro. Una vez llegados a la isla de los Lagartos, pasearemos por ella buscando lagartos antes de regresar a la cercana playa del sector Teneria perteneciente a Ccotos donde disfrutaremos de una wateada: unos de los almuerzos más tradicionales de la zona.
- Las familias nos enseñaran a armar un horno con terrones y 3 piedras para su puerta y a prender el fuego con paja y hojas de eucalipto.  Mientras elhorno calienta, los visitantes podrán disfrutar de la extensa playa, pasear, jugar y relajarse. En cuanto el horna haya llegado a la temperatura adecuada, se echarán las papas y las ocas, para después poder destrozarlo a fin de que solo tierra caliente recubra las papas. Se removerá la tierra con un palo kelena para que nuestro almuerzo cueza de manera idónea y lo sacaremos con la rahucana, una pequeña herramienta hecha de madera y metal para no quemarnos.¡Buen provecho!
- Salida hacia su destino alrededor de las 3pm. ¡Buen viaje!